# Rudolf Ditmar
Rudolf Ditmar (11. prosince 1848 Vídeň – 31. března 1887) byl česko-rakouský potravinářský podnikatel, zakladatel a majitel továrny na výrobu sanitární keramiky Ditmara ve Znojmě, největšího podniku svého druhu v monarchii, kterou vedl až do své předčasné smrti. Podnik založený roku 1878 je zároveň nejstarším závodem na strojní výrobu sanitární keramiky v Evropě.

## Život

### Mládí
Narodil se ve Vídni do rodiny podnikatele Karla Rudolfa Ditmara, spoluzakladatele a majitele závodu Gebrüder Ditmar, první továrny na výrobu petrolejových lamp v Rakouské monarchii, založené zde roku 1857. Vystudoval práva, poté začal pracovat v rodinné firmě. Posléze se v rámci osobní kariéry rozhodl podnikat v oboru keramiky.

### Podnikání

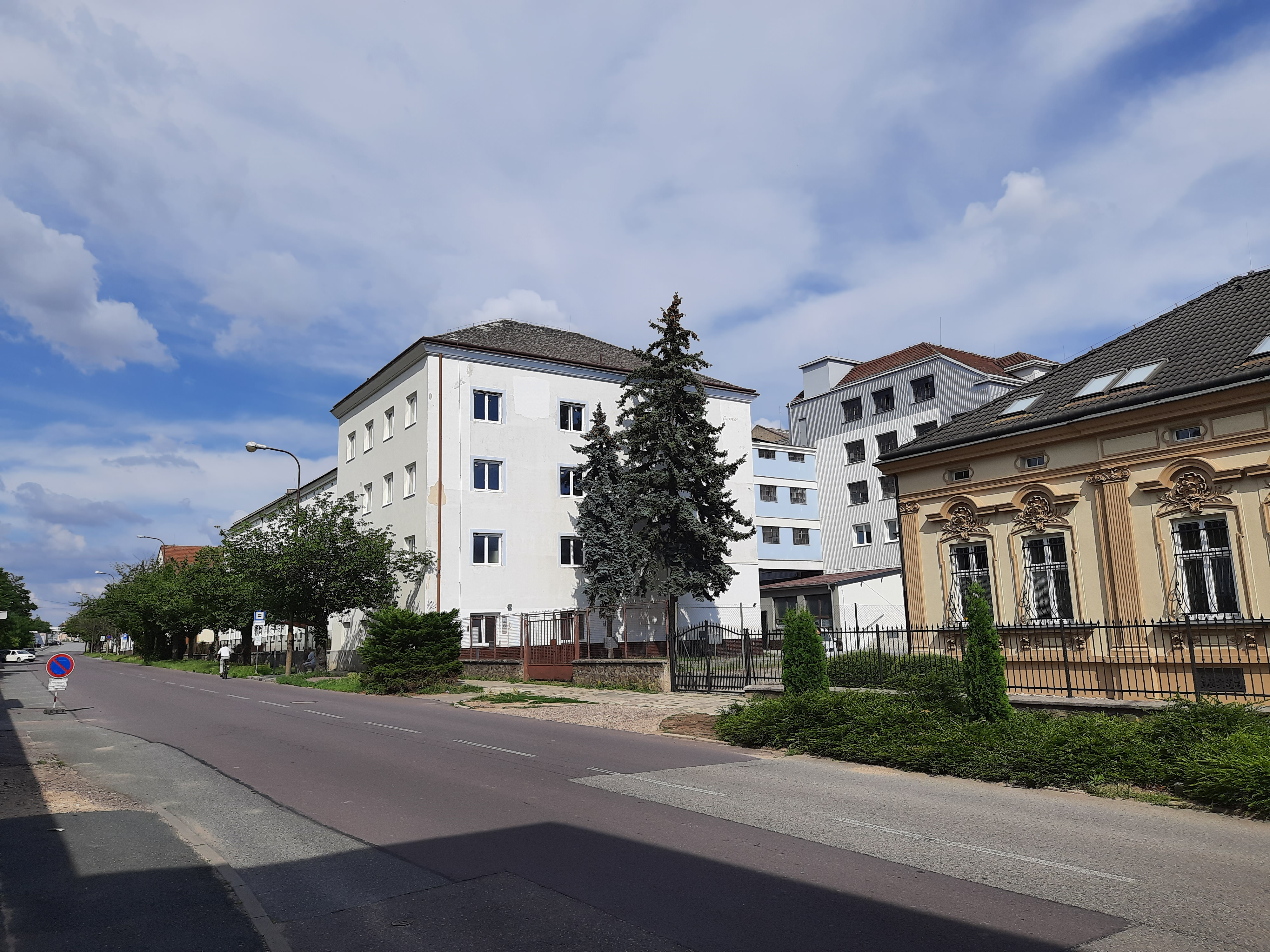
Někdejší areál továrny Ditmara ve Znojmě

Roku 1878 se přesunul do Znojma, kde založil keramický závod Ditmara, který byl původně určen pro výrobu keramických podstavců pod petrolejové lampy vyráběné firmou. Rozsáhlý tovární areál s obytným domem nedaleko městského nádraží podle projektu architektů Glause a Grosse byl dokončen znojemským stavitelem J. Schweighoferem roku 1880.
V následujících letech však podnik začal strojově vyrábět také sanitární keramiku, tedy například umyvadla, záchodové mísy, vany atd., v čemž byl svou ojedinělostí na trhu mimořádně úspěšný. Závod ve Znojmě následně pozřel několik menších keramických dílen, které produkovaly výrobky ručně. Rudolf Ditmar závod osobně vedl a byl také autorem vyráběných modelů. Byl také znám jako odpovědný a oblíbený zaměstnavatel. Pro své dělníky zřídil tovární kantýnu, založil také fondy, ze kterých byly například pracovníkům vypláceny úrazové pojistky či nemocenská dovolená. Jednalo se tehdy o jeden z prvních takových systémů v monarchii vůbec.

### Úmrtí
Rudolf Ditmar zemřel náhle 31. března 1887 ve věku 38 let během inspekční cesty do Milána.
Po jeho smrti převzal řízení znojemského závodu otec Karl Rudolf Ditmar, který zemřel roku 1895. Závod pak pracoval dále pod jinými majiteli, jméno Ditmar pak zůstalo názvu do německé okupace roku 1939. Po znárodnění roku 1948 pak nesl název Keramické závody Znojmo.